# Vivo Film
La Vivo film è una casa di produzione e distribuzione cinematografica italiana indipendente fondata nel 2004 da Gregorio Paonessa e Marta Donzelli.

## Storia
Il nome della società è stato suggerito dal poeta danese Søren Ulrik Thomsen, che ha scritto una poesia così intitolata. Il primo atto della neonata casa di produzione è stato l'acquisto dei diritti di distribuzione italiana di I'm Alive, documentario del 1999 su Thomsen diretto da Jørgen Leth, autore di cui nel 2005 la Vivo film ha organizzato la prima retrospettiva italiana.

## Produzione
- Radio clandestina, regia di Ascanio Celestini (2004)
- Site Specific_Roma 04, regia di Olivo Barbieri (2004)
- Giorni in prova. Emilio Rentocchini poeta a Sassuolo, regia di Daria Menozzi (2006)
- Il mio paese, regia di Daniele Vicari (2006)
- Papervision #1 Chiara Carrer. Nel mondo dell'illustrazione per bambini, regia di Elisabetta Lodoli (2006)
- Scorretto, regia di Marco Presta (2006)
- Stessa spiaggia stesso mare, regia di Guido Chiesa (2006)
- L'ultima utopia. La televisione secondo Rossellini, regia di Jean-Louis Comolli (2006)
- Il tuffo della rondine, regia di Stefano Savona (2007)
- Scemi di guerra. La follia nelle trincee, regia di Enrico Verra (2008)
- L'ultima sentinella, regia di Susanna Nicchiarelli (2008)
- Pinuccio Lovero. Sogno di una morte di mezza estate, regia di Pippo Mezzapesa (2008)
- Possibili rapporti. Due poeti, due voci, regia di Nelo Risi (2008)
- Armando e la politica, regia di Chiara Malta (2008)
- Uso improprio, regia di Luca Gasparini e Alberto Masi (2008)
- Con la furia di un ragazzo. Un ritratto di Bruno Trentin, regia di Franco Giraldi (2008)
- Lo specchio, regia di David Christensen (2009)
- Mirna, regia di Corso Salani (2009)
- L'Aquila bella mé, regia di Pietro Pelliccione e Mauro Rubeo (2009)
- Foschia, pesci, Africa, sonno, nausea, fantasia, regia di Andrea De Sica e Daniele Vicari (2009)
- Le Quattro Volte, regia di Michelangelo Frammartino (2010)
- My Reincarnation, regia di Jennifer Fox (2010)
- Profughi a Cinecittà, regia di Marco Bertozzi (2012)
- Pinuccio Lovero Yes I Can, regia di Pippo Mezzapesa (2012)
- Il muro e la bambina, regia di Silvia Staderoli (2013)
- Alberi, cine-installazione di Michelangelo Frammartino (2013)
- Sangue di Pippo Delbono (2013)
- Via Castellana Bandiera di Emma Dante (2013)
- Wolf di Claudio Giovannesi (2013)
- The lack di Masbedo (2014)
- Innocence of memories. Il Museo di Orhan Pamuk e Istanbul di Grant Gee (2015)
- COSEsalve di Alberta Pellacani (2015)
- Vergine giurata di Laura Bispuri (2015)
- Where is Rocky II? di Pierre Bismuth (2016)
- Molly Bloom di Chiara Caselli (2016)
- Il matrimonio di Paola Salerno (2016)
- I figli della notte di Andrea De Sica (2016)
- Nico, 1988 di Susanna Nicchiarelli (2017)
- Looking for Oum Kulthum di Shirin Neshat (2017)
- Lorello e Brunello di Jacopo Quadri (2017)
- Figlia mia di Laura Bispuri (2018)
- Il Corpo della Sposa - Flesh Out di Michela Occhipinti (2019)
- Dafne di Federico Bondi (2019)
- Simple Women di Chiara Malta (2019)
- Maternal di Maura Delpero (2019)
- Siberia di Abel Ferrara (2020)
- Miss Marx  di Susanna Nicchiarelli (2020)
- Non mi uccidere, regia di Andrea De Sica (2021)
- Il paradiso del pavone, regia di Laura Bispuri (2021)
- Il pataffio, regia di Francesco Lagi (2022)
- Chiara, regia di Susanna Nicchiarelli (2022)
- Il supplente, regia di Diego Lerman (2023)
- Wanted, regia di Fabrizio Ferraro (2023)
- Superluna, regia di Federico Bondi (2023)
- Deer Girl, regia di Francesco Jost (2023)
- When in Rome, regia di Niclas Bendixen (2024)
- Anywhere Anytime, regia di Milad Tangshir (2024)
- Quasi a casa, regia di Carolina Pavone (2024)
- Grand Tour, regia di Miguel Gomes (2024)
- Berlinguer - La grande ambizione, regia di Andrea Segre (2024)

### SerieConfini d'Europa
Regia di Corso Salani.
1. Ceuta e Gibilterra (2006)
2. Rio De Onor (2006)
3. Imatra (2007)
4. Talsi (2007)
5. Chişinău (2007)
6. Yotvata (2007)

### SerieRitratto dell'autore da cucciolo
- Il cuore del soldatino, regia di Guido Chiesa (2007)
- Tracce, regia di Corso Salani (2007)

## Distribuzione
- Jeg er levende – Søren Ulrik Thomsen, digter, regia di Jørgen Leth (1999)
- C'è un posto in Italia, regia di Corso Salani (2005)
- Le cinéma passe à table, regia di Anne Andreu (2005)
- Il peggio di noi, regia di Corso Salani (2006)
- Elle s'appelle Sabine, regia di Sandrine Bonnaire (2007)
- Dopotutto non sono un bel paesaggio, regia di Emiliano Monaco (2011)
- Pezzi, regia di Luca Ferrari (2012)
- I Racconti dell'Orso, regia di Samuele Sestieri, Olmo Amato (2017)
- Lorello e Brunello, regia di Jacopo Quadri (2017)
- Wanted, regia di Fabrizio Ferraro (2024)